# هدا استرن
هدا استرن (انگلیسی: Hedda Sterne؛ ۴ اوت ۱۹۱۰ – ۸ آوریل ۲۰۱۱) یک نقاش، و عکاس اهل ایالات متحده آمریکا بود.